# Anglo-papismo
Anglo-papismo é o termo utilizado para descrever a corrente anglo-católica (Alta igreja) no Anglicanismo que reconhece o Papa como líder da Igreja.

## Terminologia
O termo "Anglo-Papista" surgiu em meados do século XX a partir das obras teológicas de Spencer Jones, vigário de Morenton-in-March e do Frei anglicano-franciscano Lewis T. Wattson. Outros nomes importantes dentro do Anglo Papismo são Dom Gregory Dix and Hugh Ross Williamson.

## Doutrina e prática
Algumas comunidades Anglo-Papistas entre as quais os Benedictines of Dix's Nashdom Abbey usam o Missal Romano e o Breviário Tridentino e celebram a Missa em Latim. A maioria interpretram os rituais do Livro de Oração Comum sob uma tradição ritualista.
Os Anglo-Papistas aceitam todos os Concílios Ecumêncios da Igreja Católica Romana, inclusive o Concílio Vaticano II.[carece de fontes?] O mesmo se dá em relação aos dogmas católicos tardios incluindo a Infalibilidade Papal, a Imaculada Conceição da Virgem Maria e sua Assunção corporal ao Céu.[carece de fontes?] Em relação ao Magistério da Igreja Católica Romana, os anglo-papistas rejeitam unicamente a Bula "Apostolicae Curae"(1896) do Papa Leão XIII que declara a nulidade de todas as ordens anglicanas. As Bulas Papais integram o Magistério Ordinário da Igreja, sujeito a erros e falhas.[carece de fontes?] Entretanto, os anglo papistas aceitam plenamente todo o Magistério Extraordinário da Igreja Romana, magistério este infalível, do qual fazem parte os Concílios Ecumênicos e declarações papais ex-cathedra.[carece de fontes?]
Como justificativa para validade das ordens anglicanas, os anglo-papistas utilizam os argumentos expostos na carta encíclica "Saepius Officio" de 1897 enviada pelo Arcebispo de Canterbury Frederik Temple como resposta ao Papa Leão XIII.
Dom Gregory Dix escreveu na década de 1940 um Tratado, onde prova historicamente a validade das ordens anglicanas e a continuidade da sucessão apostólica ininterrupta na Igreja da Inglaterra desde a Igreja Celta até os dias atuais.
Embora não estejam ligados formal e hierarquicamente a Igreja de Roma, os Anglo-Papistas consideram-se ligados afetivamente ao Romano Pontífice, compartilhando entre si todas as devoções e práticas católicas, exceto o celibato sacerdotal obrigatório, que os Anglo-Católicos consideram opcional.[carece de fontes?]

## História
O Anglo-papalismo nasceu como uma facção do anglo-catolicismo inglês no final do século XIX. Também chamado de "ultra-catolicismo" na Inglaterra, era a versão ultramontanista dos anglicanos que visavam a reunificação com Roma, mas preferiam ficar dentro da Igreja da Inglaterra.
O restabelecimento da hierarquia católica na Inglaterra após os atos de Emancipação dos Católicos na década de 1820, o anglo-papalismo perdeu suporte pois muitos anglo-papalistas simplesmente deixaram a Igreja da Inglaterra e pediram admissão na Igreja Católica Apostólica Romana.
A delineação de um partido visível anglo-papalista no seio da igreja Anglicana ocorreu no final do século XIX sob o contexto da publicação da bula papal Apostolicae Curae.
Em 1896 a publicação da bula Apostolicae Curae negando a validade das ordens anglicanas deixou os anglocatólicos em situação difícil. Por crerem que ordens validadas pela sucessão apostólica fossem necessária para a eficácia sacramental, os anglo-papalistas formularam apologias defendendo tanto a validade das ordens anglicanas quanto a lealdade ao papa.
Sociedades como a Society of Ss. Peter and Paul serviram para propagar o anglo-papalismo e o movimento teve seu auge entre os anos 1920 e 1930. Depois da Segunda Guerra Mundial, o anglo-papalismo entrou em declínio e tornou-se marginal dentro do anglicanismo.
Recentemente houve uma migração em massa de anglo-papalistas para a Igreja de Roma após a fundação do Ordinariato de Nossa Senhora de Walsingham pelo Papa Bento XVI em 2009. Tal ordinariato existe sob suporte canônico através da constituição apostólica Anglicanorum Coetibus e em abril de 2012 possuía 1.200 fieis, incluindo cinco bispos e 60 presbíteros. Este ordinariato serve católicos ingleses que queiram reter o Uso anglicano.